# Niko Bellic
Nikolai Bellic (Нико Белић) a Grand Theft Auto IV (röviden: GTA IV) című a Rockstar North által fejlesztett és a Rockstar Games által kiadott videójáték fő karaktere, akit a játék folyamán irányíthatunk.

## Tulajdonságai
- A Grand Theft Auto IV főszereplője.
- Tervezője és megalkotója a Rockstar North csapat.
- Különösen markáns karakter.
- Külsejét Vladimir Mashkovról mintázták.
- Hangját Michael Hollicktől kapta.
- Nagyjából 30 év körüli, 180–190 cm magas, 85–90 kg.
- Szerb állampolgár.
- Katonaként harcolt a boszniai háborúban.
- Amióta leszerelt, keresi új önmagát.
- Később Liberty City-be költözik unokatestvéréhez.

## Előélete
Niko Bellic 1978-ban született Jugoszláviában. Anyja neve Milica Bellic, apja neve Karmalaf Bellic.
Niko a háború sújtotta Szerbiában nőtt fel, és tizenévesen harcolt is a jugoszláv háborúban (Bosznia, Koszovó). 1998-ban tizenöt fős csapatával együtt csapdába csalták, és rajta kívül csak két másik társa maradt életben, Florian Cravic és Darko Brevic (ő adta el a csapatot 1000 dollárért, ezért Niko később végez vele).
A háború utáni Szerbiában nem volt könnyű munkát találni, ezért az elkövetkező tíz évben egy Radoslav Bulgarin nevű orosz ékszercsempésznek dolgozik az Adria (Adriatic) nevű kereskedőhajón. Egy szerencsétlen baleset során elsüllyed a hajó és Bulgarin Bellicket vádolja, mint egyetlen túlélőt, és mivel Bulgarinnak túl nagy hatalma van, Niko kénytelen Olaszországba menekülni, ahol szintén egy hajón talál munkát, melynek neve Platypus.

## „A dolgok másképp lesznek”
Niko Liberty Citybe utazik, hogy valóra váltsa az „amerikai álmot”, amivel unokatestvére, Roman kábította a Nikonak küldött e-mailjeiben (villa, sportkocsik, könnyűvérű nők stb). Késő éjszaka meg is érkezik Liberty City kikötőjébe, ahol kuzinja fel is veszi, de elég hamar kiderül, hogy Roman hazudott neki, és nincs se villája, se sportkocsija, csak egy lepukkant taxivállalata és tömérdek adóssága a helyi bűnszervezeteknél.